# Општина Михаилени (Харгита)
Михаилени (рум. Mihăileni) општина је у Румунији у округу Харгита.
Oпштина се налази на надморској висини од 785 m.